# Диниш, Жуакин
Жуакин Анто́ниу Диниш (порт. Joaquim António Dinis; 1 декабря 1947, Луанда, Португальская Западная Африка) — португальский футболист, левый нападающий.

## Карьера
Жуакин Диниш начал карьеру в клубе «Атлетику Авиасан» в возрасте 20 лет. В мае 1969 года он перешёл в лиссабонский «Спортинг», подписав контракт на сумму в 550 конто. 9 ноября Диниш сыграл первый матч за команду, в котором она обыграла «Бенфику» со счётом 1:0. В первом же сезоне футболист стал с клубом чемпионом страны. Годом позже Диниш выиграл с командой Кубок Португалии. А в сезоне 1973/1974 Жуакин оформил «дубль», отпраздновав победу в чемпионате и Кубке страны. В том сезоне он был частью линии нападения команды, состоявшую, помимо него, из Эктора Ясальде и  Маринью. Диниш выступал за «Спортинг» на протяжении шести сезонов, проведя 201 матч и забив 36 голов. 
В 1975 году Жуакин перешёл в «Порту». Он дебютировал в составе команды 7 сентября в матче с «Униан ди Томар» (6:1). За этот клуб футболист играл два сезона, после чего возвратился в Анголу, чтобы помогать поднимать футбол страны. Затем он вновь оказался в Португалии, где два года выступал за клуб «Униан Лейрию». Завершил карьеру Диниш в клубе «Примейру ди Агошту», с которым выиграл чемпионат Анголы. 
Диниш выступал за молодёжную сборную Португалии, за которую сыграл четыре матча. 10 мая 1970 года он дебютировал в первой сборной в матче с Италией. В 1972 году он поехал с национальной командой на Кубок Независимости Бразилии. Там футболист забил пять голов в семи матчах. Последний матч за Португалию форвард провёл 14 ноября 1973 года против Северной Ирландии. Всего за сборную страны Диниш сыграл 14 встреч и забил пять голов.
Завершив игровую карьеру, Жуакин стал тренером, возглавив «Примейру ди Агошту» и выиграв с ней чемпионат. Затем работал с командами «Спортинг» из Луанды и Прогресу-ду-Самбизанга, приведя клуб к выигрышу Кубка Анголы. В 2001 году «Спортинг» назначил Диниша своим послом в Анголе. Именем Диниша назван стадион в Луанде.

## Статистика

### Клубная
| Сезон     | Команда             | Игры | Голы |
| --------- | ------------------- | ---- | ---- |
| 1969/1970 | Спортинг (Лиссабон) | 19   | 6    |
| 1970/1971 | Спортинг (Лиссабон) | 25   | 5    |
| 1971/1972 | Спортинг (Лиссабон) | 30   | 4    |
| 1972/1973 | Спортинг (Лиссабон) | 26   | 4    |
| 1973/1974 | Спортинг (Лиссабон) | 28   | 7    |
| 1974/1975 | Спортинг (Лиссабон) | 22   | 1    |
| 1975/1976 | Порту               | 27   | 2    |
| 1976/1977 | Порту               | 1    | 0    |
| 1979/1980 | Униан Лейрия        | 22   | 1    |

### Международная
| Матчи Жуакина Диниша за сборную Португалии | Матчи Жуакина Диниша за сборную Португалии | Матчи Жуакина Диниша за сборную Португалии | Матчи Жуакина Диниша за сборную Португалии | Матчи Жуакина Диниша за сборную Португалии | Матчи Жуакина Диниша за сборную Португалии | Матчи Жуакина Диниша за сборную Португалии |
| ------------------------------------------ | ------------------------------------------ | ------------------------------------------ | ------------------------------------------ | ------------------------------------------ | ------------------------------------------ | ------------------------------------------ |
| №                                          | Дата                                       | Место проведения                           | Оппонент                                   | Счёт                                       | Голы                                       | Турнир                                     |
| 1                                          | 10 мая 1970                                | Лиссабон                                   | Италия                                     | 1:2                                        | —                                          | Товарищеский матч                          |
| 2                                          | 29 марта 1972                              | Лиссабон                                   | Кипр                                       | 4:0                                        | —                                          | Квалификация чемпионата мира               |
| 3                                          | 10 мая 1972                                | Никосия                                    | Кипр                                       | 1:0                                        | —                                          | Квалификация чемпионата мира               |
| 4                                          | 11 июня 1972                               | Натал                                      | Эквадор                                    | 3:0                                        | 1                                          | Кубок Независимости Бразилии               |
| 5                                          | 14 июня 1972                               | Ресифи                                     | Иран                                       | 3:0                                        | 1                                          | Кубок Независимости Бразилии               |
| 6                                          | 18 июня 1972                               | Ресифи                                     | Чили                                       | 4:1                                        | 2                                          | Кубок Независимости Бразилии               |
| 7                                          | 29 июня 1972                               | Рио-де-Жанейро                             | Аргентина                                  | 3:1                                        | 1                                          | Кубок Независимости Бразилии               |
| 8                                          | 2 июля 1972                                | Рио-де-Жанейро                             | Уругвай                                    | 1:1                                        | —                                          | Кубок Независимости Бразилии               |
| 9                                          | 6 июля 1972                                | Белу-Оризонти                              | СССР                                       | 1:0                                        | —                                          | Кубок Независимости Бразилии               |
| 10                                         | 9 июля 1972                                | Рио-де-Жанейро                             | Бразилия                                   | 0:1                                        | —                                          | Кубок Независимости Бразилии               |
| 11                                         | 3 марта 1973                               | Париж                                      | Франция                                    | 2:1                                        | —                                          | Товарищеский матч                          |
| 12                                         | 28 марта 1973                              | Ковентри                                   | Северная Ирландия                          | 1:1                                        | —                                          | Квалификация чемпионата мира               |
| 13                                         | 13 октября 1973                            | Лиссабон                                   | Болгария                                   | 2:2                                        | —                                          | Квалификация чемпионата мира               |
| 14                                         | 14 ноября 1973                             | Лиссабон                                   | Северная Ирландия                          | 1:1                                        | —                                          | Квалификация чемпионата мира               |

## Достижения

### Как игрок
- Чемпион Португалии: 1969/1970, 1973/1974
- Обладатель Кубка Португалии: 1970/1971, 1972/1973, 1973/1974, 1976/1977
- Чемпион Анголы: 1980

### Как тренер
- Чемпион Анголы: 1981
- Обладатель Кубка Анголы: 1996